# Apamea abnoba
Apamea abnoba är en fjärilsart som beskrevs av Guth. 1932. Apamea abnoba ingår i släktet Apamea och familjen nattflyn. Inga underarter finns listade i Catalogue of Life.